# 서부사냥개박쥐
서부사냥개박쥐(Eumops perotis)는 큰귀박쥐과에 속하는 박쥐의 일종이다. 서부도가머리박쥐 또는 큰사냥개박쥐, 큰도가머리박쥐라는 이름으로도 알려져 있다. 미국 서부와 멕시코 그리고 남아메리카에서 발견되며, 북아메리카 토착종 중에서 가장 큰 박쥐이다. 미국 어류 및 야생동물관리국이 아종 Eumops perotis californicus을 관심대상종으로 지정했다. 아종 E. p. californicus의 분포 지역은 주로 멕시코와의 국경을 따라 이어지는 미국 남서부 사막 지역이다. 그러나 분포 지역에 따라서는 멀리 북쪽 태평양 해안의 캘리포니아주 앨러미다 군까지 연장되기도 한다.

## 특징
서부도가머리박쥐의 몸길이는 14~19cm이고, 날개 폭은 56cm 이상이다. 초콜렛 갈색 털과 30개의 이빨을 갖고 있다. 몸무게는 60~70g 정도이다.

## 습성
서부사냥개박쥐는 날기 위해서 박쥐가 매달려 있는 무리 아래에 최소 3m 정도의 열린 공간이 필요하다. 300m 이상의 거리에서도 반향 정위를 할 때 내는 소리를 들을 수 있다. 서부사냥개박쥐는 대부분의 박쥐 종들처럼 몇 kHz 대역의 사람들이 들을 수 있는 소리 이상의 소리를 낼 정도로 특이하다. 낮 동안에 100마리 이하의 무리를 형성하여 지낸다. 대부분의 북아메리카 박쥐류와 달리, 다른 장소로 떠나거나 겨울잠을 자지 않는 반면에 겨울 내내 주기적으로 활동한다. 먹이는 곤충이며 최대 80%는 나방이다. 종종 땅으로 내려 와서 끈쩍거리는 꼬리를 통해 먹이를 구한다.